# Rio Volga
O rio Volga em Ulyanovsk
O rio Volga (em russo:  Во́лга, em tártaro:  Идел, İdel, línguas mordóvicas: Рав, Rav, mari Юл, Iul), é, com os seus 3688 km, o mais longo rio da Europa, e também o maior do continente em caudal e na área de bacia hidrográfica. Nasce no planalto de Valdai, no norte da Rússia, corre pela planície russa e desagua no mar Cáspio. 
A bacia do Volga alberga uma grande variedade de povos e culturas. O vale do Volga concentra desde a Segunda Guerra Mundial uma parte importante da indústria russa. O rio também tem um papel incontornável no imaginário russo, e inspirou a literatura e música do país.
O rio Volga é uma importante via fluvial de comércio. Atravessa as grandes planícies da Rússia, indo desaguar em forma de um grande delta. Por meio de canais, interliga os mares Branco, Báltico, Cáspio, Azov e Negro, formando uma via fluvial importante para o transporte de bens no interior da Rússia. O Volga possui grandes trechos navegáveis, e também desníveis que permitem o uso da força de suas águas para a geração de energia elétrica. O escoamento do rio é hoje regularizado inteiramente através de barragens. Possui enorme importância cultural para a região sendo fonte de inspiração natural para as artes em geral.

## Geografia

### Nascente
A nascente do Rio Volga é nos arredores da vila de Volgoverkhovye, região de Tver. Passa pelas Colinas de Valdai, onde encontra pequenos lagos, sendo o único de grandes proporções o Lago Verkhita. Em seguida, passa através de um sistema de grandes lagos, conhecidos como os lagos superiores, o Sterzh, o Vselug e o Peno.

### Curso superior

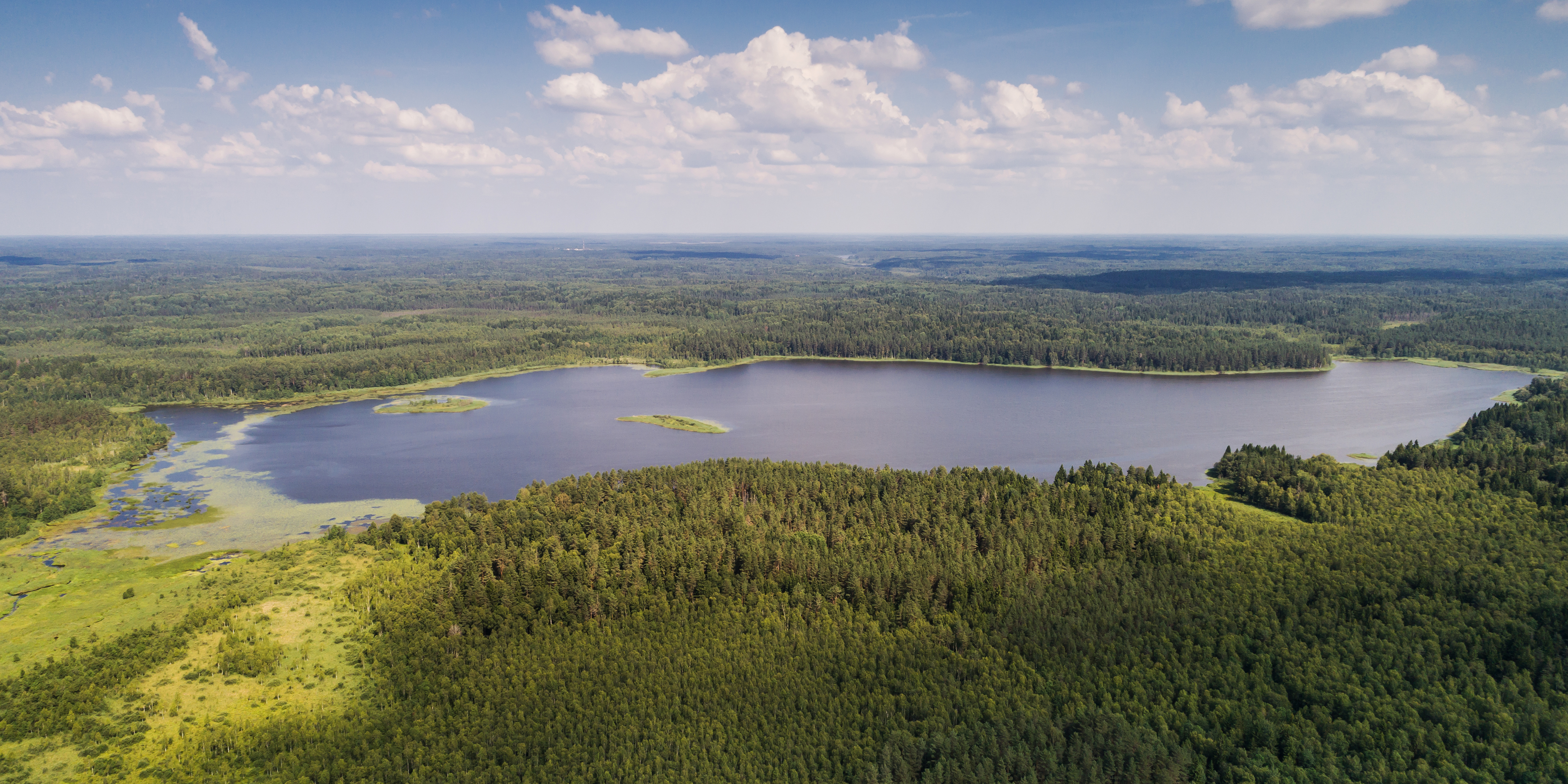
O Volga nasce na região das colinas de Valdai, onde também nascem, entre outros, o Duína Ocidental, o Lovat, o Msta, o Dnieper.

Após deixar esta zona de colinas, passa por Rjev e toma a direção nordeste. A partir daí, pequenos navios mercantes podem navegar. Mais para jusante, passa na cidade de Tver (antiga "Kalinin"), fundada em 1135 e localizada sobre a principal via de ligação entre Moscovo e São Petersburgo. O Volga atravessa a albufeira da barragem de Ivankovo até Dubna, onde liga com o canal de Moscovo. A albufeira de Doubna foi construída para abastecer Moscovo. Após Kimry, o rio atinge a albufeira da barragem de Ouglitch, e dirige-se para norte até ao lago formado pela barragem de Rybinsk, a primeira a ser construída no rio. Neste lago juntam-se também dois afluentes do Volga, o Mologa e o Cheksna, bem como o canal Volga-Báltico.

### Curso médio

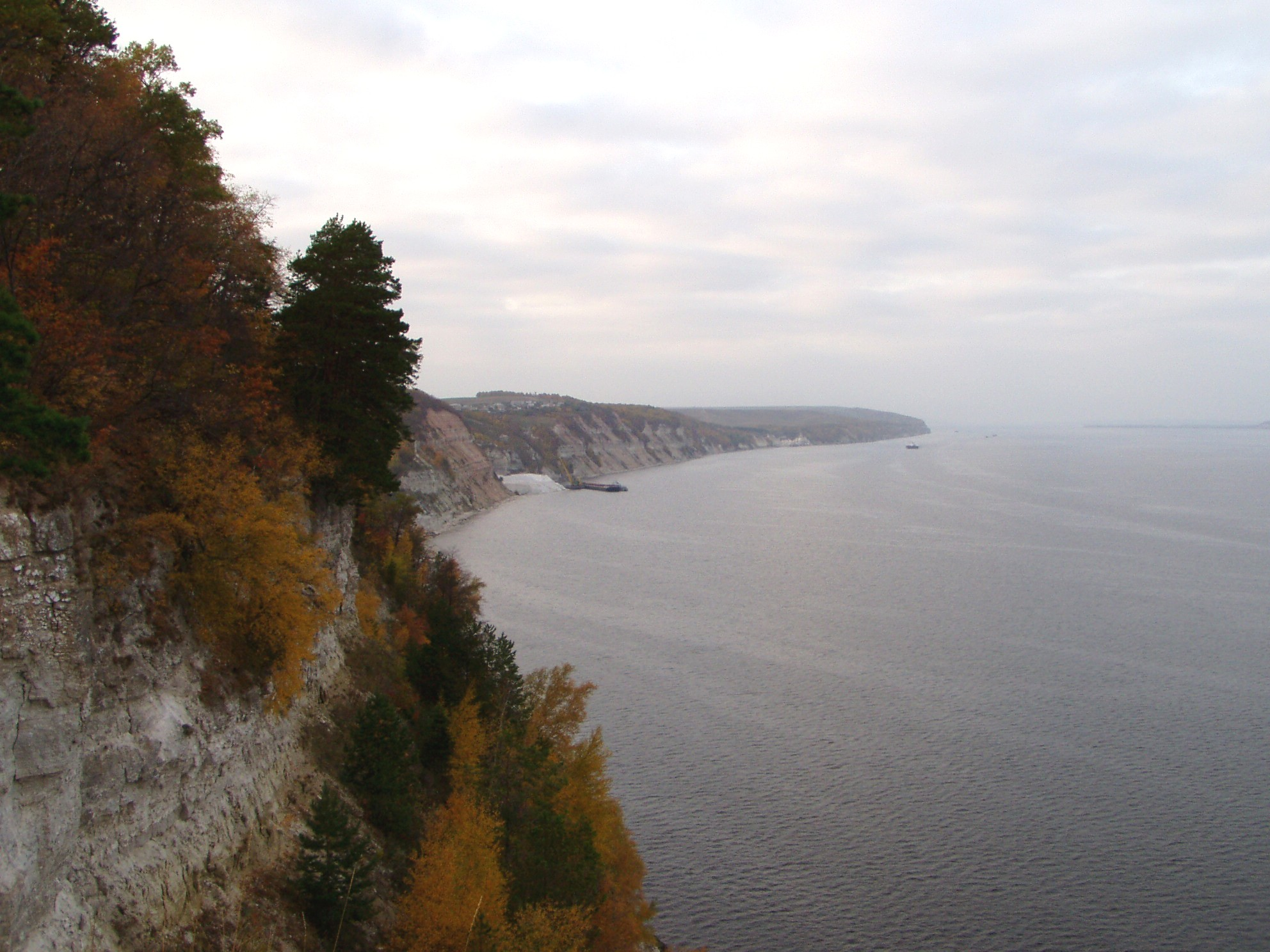
A margem direita do Volga é geralmente escarpada: na imagem a confluência com o rio Kama.

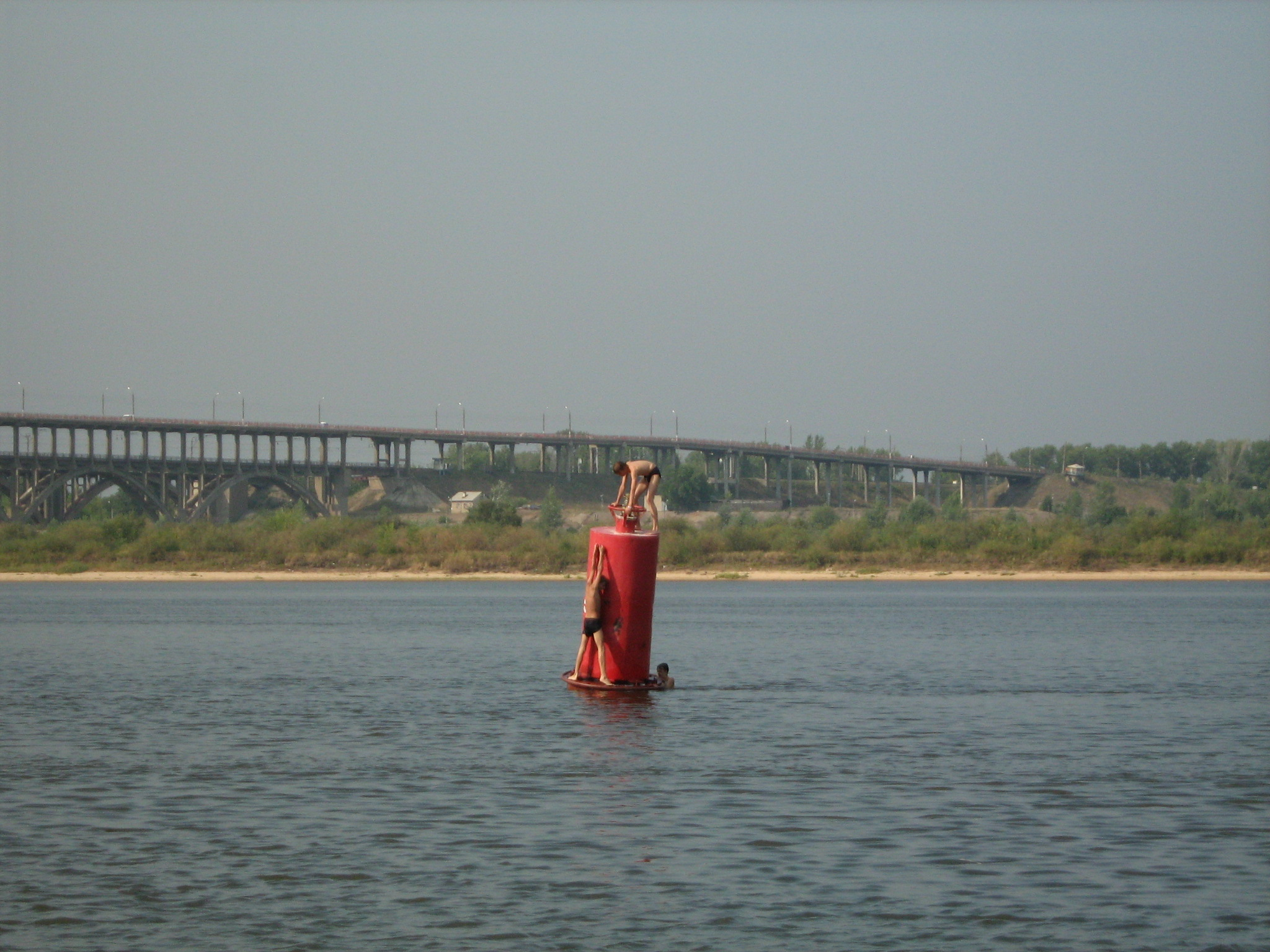
Crianças brincam no Volga perto da ponte em Nijni Novgorod.

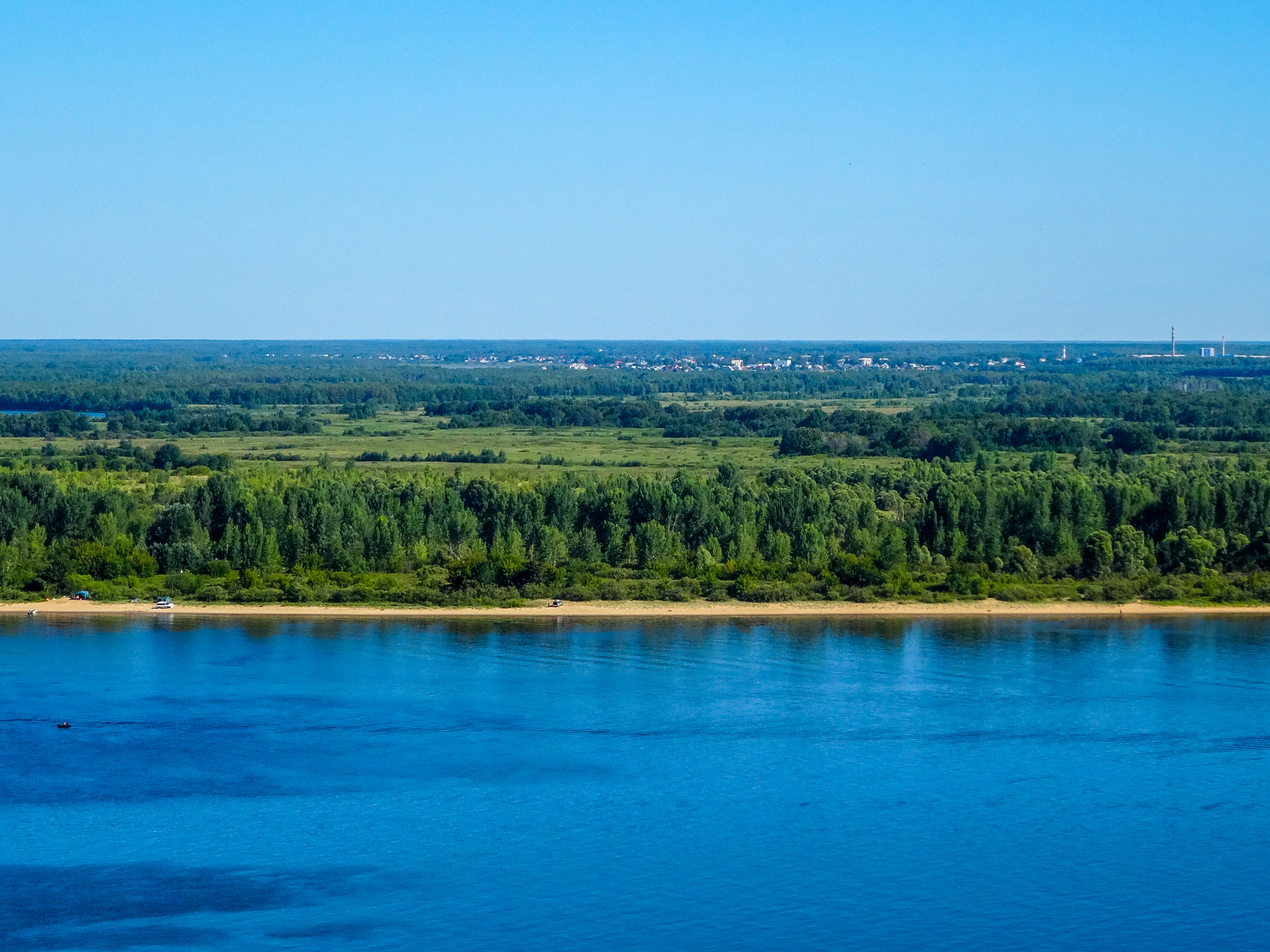
Vista para o Volga do ponto de observação perto do monumento de Valery Chkalov em Nizhny Novgorod. Julho de 2014

Junto da barragem de Rybinsk, a cidade de Rybinsk (antigamente designada "Andropov") é o maior porto do curso superior do Volga. O rio segue depois para sudeste e atinge Iaroslavl, uma das mais antigas cidades da Rússia central, fundada no século XI. As indústrias aí instaladas dejetam muitos poluentes no Volga. Cerca de 70 km para jusante encontra-se Kostroma, cidade fundada em 1152, na confluência do rio com o Kostroma. Em Kinechma encontra-se outra albufeira, o (lago de Gorki): tem cerca de 430 km de comprimento e surgiu com a construção da barragem de Nijni Novgorod. Em Nijni Novgorod, o Oka, afluente pela margem direita, junta-se ao Volga. Mais longe, no território da República de Mari El, fica a barragem de Tcheboksary. Na década de 1980, aquando da sua construção, dezenas de milhares de Maris foram deslocados. Após a barragem, encontram-se as cidades de Tcheboksary e Novotcheboksarsk. Kazan, capital do Tartaristão, é também banhada pelo Volga, cerca de 150 km a leste, onde o curso do rio se inclina para sul. A cidade de Kazan fica junto do início de outra albufeira, a da barragem de Samara, que, com os seus 6450 km2 de área e 550 km de comprimento, é a maior albufeira da Europa. O Kama junta-se ao Volga neste enorme lago, em cujas margens se encontram as cidades de Ulianovsk e Togliatti. O Volga forma um grande meandro quase fechado onde se situa a cidade de Samara (antigamente "Kuibichev") que conta mais de um milhão de habitantes. O rio Samara, afluente pela margem esquerda, junta-se nesse local ao Volga, e a cidade de Syzran situa-se no fim da grande curva.

### Curso inferior

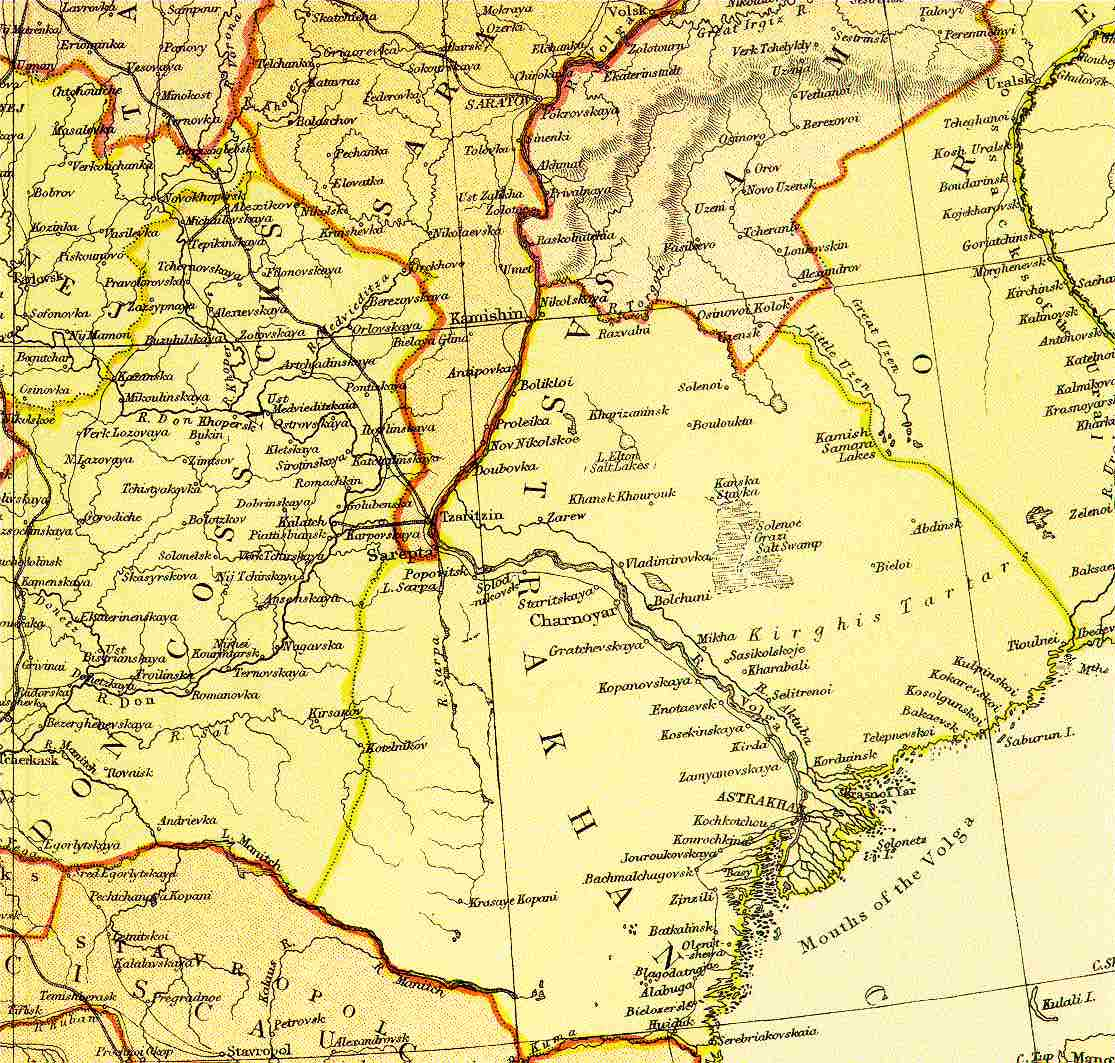
Percursos dos rios Volga e Don.

A albufeira prolonga-se na direção sul, pelo oblast de Ulianovsk, província que atravessa na sua parte oriental e onde se encontra, na margem direita, a sua cidade capital, Ulianovsk (antigamente Simbirsk, com 635 947 habitantes). Mais para sul, o lago entra no oblast de Samara e faz uma curva quase fechada onde se situam, na margem esquerda, as cidades de Togliatti (702 879 habitantes) e Samara (antes Kouïbychev, localizada na confluência com o rio Samara, com 1 157 880 habitantes) e Novokuybyshevsk (112 973 habitantes), onde desagua o rio Chapayevka; e, na margem direita, no final da curva, a cidade de Syzran (188 107 habitantes). Passada Samara, começa a 357 km para jusante outra grande albufeira, a albufeira de Saratov (1831 km²). 
Seguindo sempre na direção sul, a albufeira entra no oblast de Saratov, e depois de passar a barragem ficam próxima, na sua margem esquerda, a cidade industrial de Balakovo (200 470 habitantes). A pouco e pouco, também pela margem esquerda, o Volga recebe as águas do rio Irgiz, num dos poucos trechos intactos do antigo curso, e onde a sua margem esquerda banha a cidade de Volsk (71 124 habitantes). As formas características da paisagem, constituída por prados e colinas a oeste e por uma margem plana a leste, ainda são perceptíveis entre Kazan e Volgogrado, embora os lagos tenham submergido as antigas margens. 
Aí o Volga dá uma volta para sudoeste, e passa, na margem esquerda, frente à pequena cidade de Marks (32 849 habitantes), e depois a de Engels (200 800 habitantes). Frente a esta última, na outra margem, fica a cidade de Saratov (873 055 habitantes), importante centro universitário. A partir de Marks, começa já a parte final de outra longa albufeira, a da barragem de Volgogrado (3117 km²), com comprimento de 540 km. A região por onde corre o rio começa a tornar-se cada vez mais desértica. O lago segue na direção sul, e entra no oblast de Volgogrado, banhando Kamychine (127 891 habitantes), situada na margem esquerda do lago. Mais abaixo ficam as cidades de Voljski (313 169 habitantes) à esquerda, e 80 km para jusante, à direita, Volgogrado (antes Zarizyn, depois Estalinegrado, com 1 011 417 habitantes). Perto de Svetly Yar começa o canal Volga-Don, inaugurado em 1952 e que, com 101 km, permite alcançar o mar Negro.

## Afluentes
- Akhtuba (perto de Volzhsky)
- Samara (em Samara)
- Kama (sul de Kazan)
- Kazanka (em Kazan)
- Sviyaga (oeste de Kazan)
- Vetluga (perto de Kozmodemyansk)
- Sura (em Vasilsursk)
- Kerzhenets (perto de Lyskovo)
- Oka (em Nizhny Novgorod)
- Uzola (perto de Balakhna)
- Unzha (perto de Yuryevets)
- Kostroma (em Kostroma)
- Kotorosl (em Yaroslavl)
- Sheksna (em Cherepovets)
- Mologa (perto de Vesyegonsk)
- Kashinka (perto de Kalyazin)
- Nerl (perto de Kalyazin)
- Medveditsa (perto de Kimry)
- Dubna (em Dubna)
- Shosha (perto de Konakovo)
- Tvertsa (em Tver)
- Vazuza (em Zubtsov)
- Selizharovka (em Selizharovo

## Navegação
A navegação do Volga ampliou-se durante o governo de Stalin com a construção de grandes barragens, e é de grande importância para a navegação fluvial e dos transportes na Rússia: todas as barragens no rio foram equipadas com grandes bloqueios navais, de modo que os navios de grandes dimensões podem realmente viajar a partir do mar Cáspio em percursos longos para montante.
As ligações ao Don e ao mar Negro são possíveis através do Canal Volga-Don. Conexões com os lagos do norte (lago Ladoga, lago Onega), São Petersburgo e o mar Báltico são possíveis através da Hidrovia Volga-Baltico; e uma ligação com Moscovo tem sido realizada pelo canal de Moscovo com a ligação do Volga e do Moscovo.
Esta infraestrutura foi concebida para navios de uma escala relativamente grande (dimensões de 290 m x 30 m sobre o Volga, ligeiramente menor em alguns dos outros rios e canais), e que abarca muitos milhares de quilómetros. Um certo número de empresas ex-estatais, agora privatizadas, operam navios de passageiros e de carga no rio. A Volgotanker, com mais de 200 petroleiros, é uma delas.
Desde o colapso da União Soviética até aos tempos modernos, cereais e petróleo encontram-se entre as maiores cargas transportadas no Volga. Até recentemente o acesso às hidrovias russas era concedido aos navios estrangeiros numa escala muito limitada. O aumento de contactos entre a União Europeia e a Rússia levou a novas políticas no que diz respeito ao acesso às vias navegáveis interiores da Rússia. Espera-se que a navios de outras nações será permitida a navegação nos rios russos em breve.